# Терны (Котелевский район)
Терны (укр. Терни) — село, Николковский сельский совет, Котелевский район, Полтавская область, Украина.
Код КОАТУУ — 5322283705. Население по переписи 2001 года составляло 350 человек.

## Географическое положение
Село Терны находится в 3-х км от левого берега реки Мерла, примыкает к селу Великая Рублёвка. Рядом проходит автомобильная дорога Т-1707.

## История
Хутор  был приписан к Покровской церкви Бригадировки
Село указано на трехверстовке Полтавской области. Военно-топографическая карта.1869 года как отметка кол.

## Объекты социальной сферы
- Тернский учебно-воспитательный комплекс школа-детский сад «Веселка».